# TK Spartak Subotica
Tenis klub Spartak je teniski klub iz Subotice. Član je športskog društva Spartak iz Subotice.

## Uspjesi
Klub je višestruki državni prvak u muškoj i ženskoj konkurenciji, pojedinačno i u parovima.
Tenisački seniori su bili državni prvaci 1964. i 1967. godine te višestruki doprvaci. 
2019. godine osvojili su juniorski i seniorski naslov prvaka Srbije, smijenivši s vrha favorita TK Crvenu zvezdu koja je dotad 11 godina uzastopno držala naslov prvaka.
Tenisačice, seniorke, bile su državnim prvakinjama četiri puta, dok su juniorke bile 11 puta i to 11 godina uzastopce.
Poznati članovi i članice koji su osvojili državna prvenstva su Nikola Špear, Relja Dulić Fišer, Aleksandra Sigulinski, a od poznatih članova je i bivši državni reprezentativac Zoltan Ilin.
ATP bodove osvajali su Zekić, Bjelica, Daljev i Filip Stipić. Stipić je prve ATP bodove osvojio ljeta 2019. na Futuresu u Novom Sadu.

## Povijest
Klupska je zgrada sagrađena 1953. godine. 1985. klub je dobio prvu tenisku dvoranu u Srbiji, proširene su i dograđene klupske prostorije i restoran, klub je dobio dva nova asfaltna terena, reflektore, otvorenu teretanu i centar za masažu, čime je dobio mjesto među boljim europskim klubovima.

## Turniri
Na terenima u Dudovoj šumi organizirano je mnoštvo turnira na državnoj i europskoj razini, na kojima su sudjelovala brojna ondašnja tuzemna imena.